# Rémi Joseph Isidore Exelmans
Rémi Joseph Isidore Exelmans, född 13 november 1775 i Bar-le-Duc, död 22 juni 1852 i Saint-Cloud, var en fransk militär.
Exelmans blev volontär 1791 och utmärkte sig under revolutionskrigen och blev sedan adjutant hos Joachim Murat, som uppskattade honom mycket. Exelmans var en utmärkt kavalleriofficer och blev efter slaget vid Austerlitz överste och efter slaget vid Eylau generalmajor. Han blev 1808 tillfångatagen av britterna i Spanien men rymde 1811. På slagfältet under slaget vid Borodino utnämndes han till generallöjtnant och utmärkte sig åter 1813 och 1814. Under restaurationen erhöll Exelmans grevlig värdighet, slöt sig 1815 åter till Napoleon under de hundra dagarna och deltog i slaget vid Ligny och slaget vid Waterloo. Han var därefter landsflyktig fram till 1819 och spelade därefter ingen vidare militär roll, men utnämndes 1851 av Ludvig Napoleon till marskalk.